# Egelsee (Babenstuben)

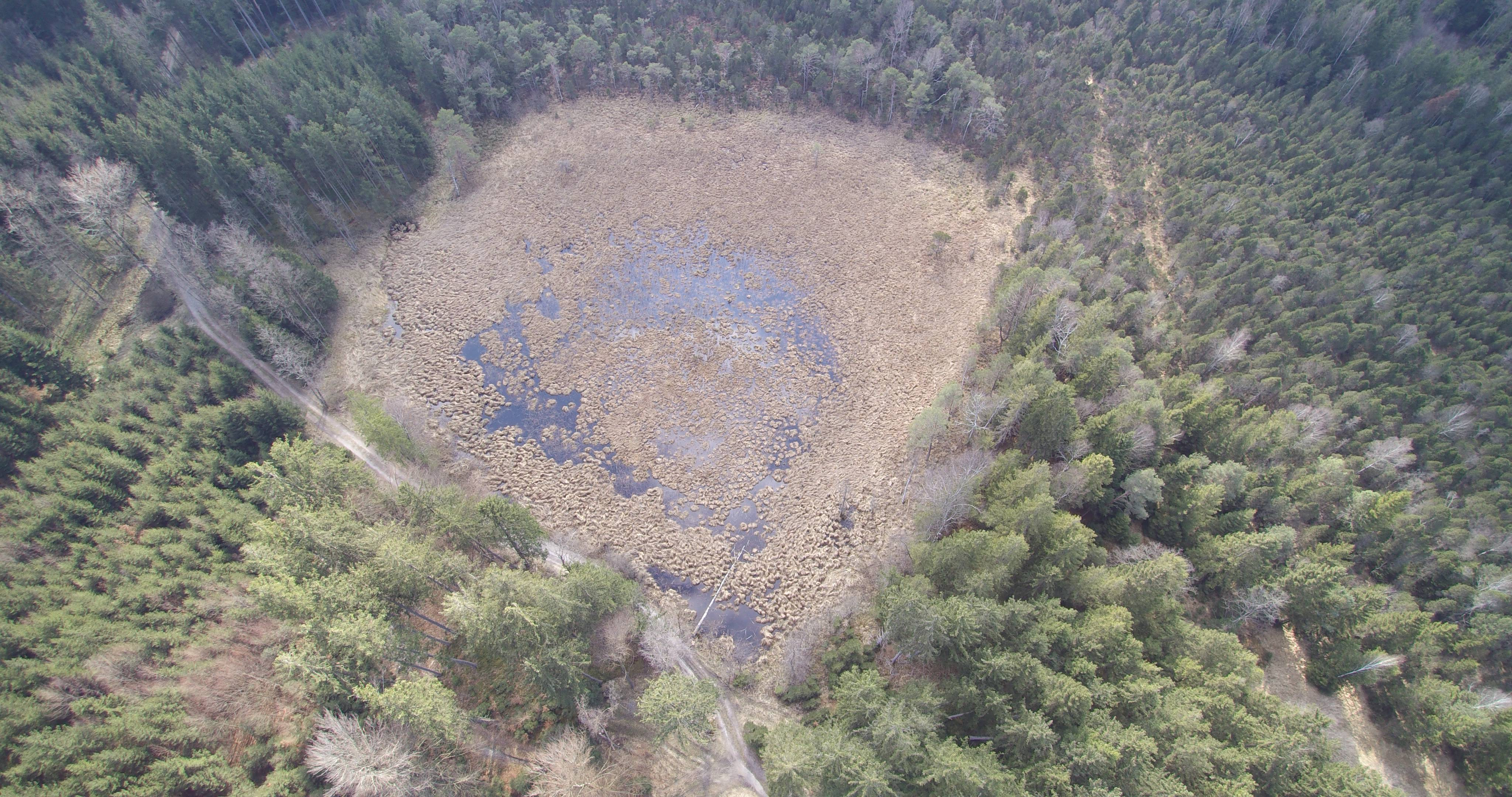
Egelsee April 2017, Richtung Südwest

Der Egelsee ist ein stark verlandeter Kleinsee im Naturschutzgebiet Babenstubener Moore (NSG-00325.01). Der See ist komplett mit Schilf bewachsen und besitzt keine freie Wasserfläche. Der Abflussweg ist nicht eindeutig zuzuweisen, verläuft aber entweder über den Breitenbach oder über den Tegernseebach zur Loisach.
Der See ist über einen Forstweg vom ca. 1,5 km südlich gelegenen Weiler Babenstuben aus zu erreichen.